# Pimpla orbitalis
Pimpla orbitalis är en stekelart som beskrevs av Julius Theodor Christian Ratzeburg 1852. Pimpla orbitalis ingår i släktet Pimpla och familjen brokparasitsteklar. Inga underarter finns listade i Catalogue of Life.